# Loudon (New Hampshire)
Loudon is een plaats (town) in de Amerikaanse staat New Hampshire, en valt bestuurlijk gezien onder Merrimack County.

## Demografie
Bij de volkstelling in 2000 werd het aantal inwoners vastgesteld op 4481. Het aantal inwoners werd in 2009 geschat op 5295.

## Geografie
Volgens het United States Census Bureau beslaat de plaats een oppervlakte van 123 km², waarvan 121,3 km² land en 1,7 km² water. Loudon ligt op ongeveer 113 m boven zeeniveau.

## Sport
De plaats is bekend om de New Hampshire Motor Speedway, waar jaarlijks races uit onder meer de NASCAR en IndyCar Series gereden worden.